# Barbara Adams
Barbara Georgina Adams (Londra, 19 febbraio 1945 – 26 giugno 2002) è stata un'egittologa britannica specializzata nella storia predinastica.
Lavorò per molti anni a Ieracompoli (Hierakonpolis), dove fu co-direttore della spedizione. In precedenza aveva lavorato presso il Petrie Museum di Londra, ed effettuato scavi in Inghilterra.

## Inizio della carriera e il Petrie museum
Nel 1962 Barbara Adams divenne assistente del museo di storia naturale. Essendosi specializzata in entomologia all'inizio della carriera, ed essendo coinvolta in attività presso il British Museum, divenne assistente di R. B. Benson. Aver appreso la procedura scientifica utilizzata nella preparazione dei musei le permise di trasferirsi nel 1964 presso il dipartimento di antropologia di K.P. Oakley. Qui imparò a conoscere gli artefatti ed acquisì conoscenza dell'anatomia scheletrica dell'uomo. L'anno successivo il suo impiego con il professor Harry Smith diede un impulso alla sua carriera, dato che la Edward Chair di archeologia egizia della University College of London, prima occupata da W.M.F. Petrie, era in quel periodo assegnata allo stesso Smith.
La prima esperienza pratica di scavi la fece nello Yorkshire, con l'università di Leeds, nello stesso anno (1965), assistendo agli scavi nel cimitero di Winchester ed imparando a conoscere artefatti del Mediterraneo nel sito romano-britannico di Dragonby (Lincolnshire), nel 1966. A questo seguì un seminario, sempre nel 1966, con artefatti provenienti da Ieracompoli. Si trasferì la prima volta in Egitto nel 1969, per studiare le tecniche sul campo con l'università di Cambridge.
Un testo del 1974 che trattava dell'antica Ieracompoli le permise di conoscere i reperti catalogati da Quibell e Green, e grazie ad una descrizione delle note di campo di F.W. Green si interessò negli anni seguenti dei documenti archiviati nel Regno Unito. La sua conoscenza della collezione Petrie gli permise di essere nominata assistente curatore presso il Petrie museum.

## Ieracompoli ed oltre
Fu esperta di ceramiche nei nuovi scavi di Michael A. Hoffman del 1979-1980, lavorando presso un cimitero di età predinastica, e proseguendo questa occupazione fino al 1986. Nel 1981 fu anche assistente di Walter Fairservis a Nekhan nel 1981 e nel 1984. Dopo la morte di Hoffmann lo scavo passò sotto la direzione di Friedmann e della stessa Adams (come co-direttori), proseguendo fino al 1996.
Fu editrice della rivista Shire Egyptology Series (che pubblicò un totale di 25 libri).
Il suo ultimo lavoro era basato su frammenti di vaso provenienti da un cimitero di Abido.

## Opere
- Barbara Adams, Excavations in the Locality 6 cemetery at Hierakonpolis: 1979 - 1985, Oxford: Archaeopress, 2000, ISBN 1841710997
- Barbara Adams, Ancient Nekhen - Garstang in the city of Hierakonpolis, New Malden: Shire Publications, 1990, ISBN 1872561039
- Barbara Adams, Predynastic Egypt, Aylesbury Shire Publications, 1988
- Barbara Adams, The Fort cemetery at Hierakonpolis: excavated by John Gerstang, Londra: KPI, 1987, ISBN 0710302754
- Barbara Adams, Sculptured Pottery from Koptos in the Petrie Collection, Warminster: Aris & Phillips, 1986, ISBN 0856683892
- Barbara Adams, Egyptian Mummies, Aylesbury Shire Publications, ISBN 0852639449